# Capocannonieri della Coppa Italia
Di seguito viene riportata, in ordine cronologico, la sequenza dei calciatori che hanno vinto la classifica dei marcatori della Coppa Italia di calcio, a partire dalla stagione 1922 (l'edizione 1926-1927 non è inclusa nell'elenco in quanto non completata):

## Vincitori della classifica marcatori di Coppa Italia
| Stagione | Nazione | Giocatore                                                                                    | Squadra                                    | Reti |
| -------- | --- | -------------------------------------------------------------------------------------------- | ------------------------------------------ | ---- |
| 1922     | Italia (bandiera) | Armando Bonino                                                                               | Lucchese                                   | 6    |
| 1935-36  | Italia (bandiera) | Pietro Buscaglia                                                                             | Torino                                     | 8    |
| 1936-37  | Italia (bandiera) | Aldo Boffi                                                                                   | Milan                                      | 7    |
| 1937-38  | Italia (bandiera) | Giuseppe Meazza                                                                              | Ambrosiana-Inter                           | 8    |
| 1938-39  | Italia (bandiera) | Alberto Marchetti                                                                            | Vicenza                                    | 11   |
| 1939-40  | Italia (bandiera) | Italo Salvadori                                                                              | Vicenza                                    | 8    |
| 1940-41  | Italia (bandiera) | Giuseppe Ostromann                                                                           | Borzacchini Terni                          | 7    |
| 1941-42  | Albania (bandiera) | Riza Lushta                                                                                  | Juventus                                   | 8    |
| 1942-43  | Italia (bandiera) · Italia (bandiera) · Italia (bandiera)                                                              | Bruno Ispiro Valentino Mazzola Vittorio Sentimenti                                           | Genova 1893 Torino Juventus                | 5    |
| 1958     | Brasile (bandiera) | Humberto Tozzi                                                                               | Lazio                                      | 11   |
| 1958-59  | Sudafrica (bandiera) · Italia (bandiera)                                                                               | Edwing Firmani                                                                               | Inter                                      | 8    |
| 1959-60  | Italia (bandiera) | Gianfranco Petris                                                                            | Fiorentina                                 | 4    |
| 1960-61  | Brasile (bandiera) · Italia (bandiera) · Italia (bandiera) · Italia (bandiera)                                         | José Altafini Luigi Milan Gianfranco Petris                                                  | Milan Fiorentina                           | 4    |
| 1961-62  | Italia (bandiera) · Italia (bandiera) · Italia (bandiera) · Italia (bandiera) · Italia (bandiera)                      | Egidio Fumagalli Glauco Gilardoni Italo Mazzero Dante Micheli Ettore Recagni                 | Novara Napoli Ozo Mantova SPAL Ozo Mantova | 3    |
| 1962-63  | Italia (bandiera) | Angelo Domenghini                                                                            | Atalanta                                   | 5    |
| 1963-64  | Svezia (bandiera) · Argentina (bandiera) · Spagna (bandiera) · Perù (bandiera)                                         | Kurt Hamrin Pedro Manfredini Joaquín Peiró Juan Seminario                                    | Fiorentina Roma Torino Fiorentina          | 4    |
| 1964-65  | Brasile (bandiera) · Italia (bandiera) · Italia (bandiera) · Italia (bandiera) · Italia (bandiera) · Italia (bandiera) | Faustinho Cané Renzo Cappellaro Giampaolo Menichelli Bruno Petroni Gigi Riva Francesco Rizzo | Napoli Cagliari Juventus Atalanta Cagliari | 3    |
| 1965-66  | Svezia (bandiera) | Kurt Hamrin                                                                                  | Fiorentina                                 | 5    |
| 1966-67  | Italia (bandiera) | Gianni Rivera                                                                                | Milan                                      | 7    |
| 1967-68  | Italia (bandiera) | Lucio Mujesan                                                                                | Bari                                       | 6    |
| 1968-69  | Italia (bandiera) | Gigi Riva                                                                                    | Cagliari                                   | 8    |
| 1969-70  | Italia (bandiera) | Giuseppe Savoldi                                                                             | Bologna                                    | 6    |
| 1970-71  | Italia (bandiera) | Gianni Rivera                                                                                | Milan                                      | 7    |
| 1971-72  | Italia (bandiera) | Roberto Boninsegna                                                                           | Inter                                      | 8    |
| 1972-73  | Italia (bandiera) | Gigi Riva                                                                                    | Cagliari                                   | 8    |
| 1973-74  | Italia (bandiera) | Giuseppe Savoldi                                                                             | Bologna                                    | 10   |
| 1974-75  | Italia (bandiera) | Pietro Anastasi                                                                              | Juventus                                   | 9    |
| 1975-76  | Italia (bandiera) | Sergio Magistrelli                                                                           | Sampdoria                                  | 7    |
| 1976-77  | Italia (bandiera) · Italia (bandiera)                                                                                  | Giorgio Braglia Egidio Calloni                                                               | Milan                                      | 6    |
| 1977-78  | Italia (bandiera) | Giuseppe Savoldi                                                                             | Napoli                                     | 12   |
| 1978-79  | Italia (bandiera) | Massimo Palanca                                                                              | Catanzaro                                  | 8    |
| 1979-80  | Italia (bandiera) · Italia (bandiera)                                                                                  | Giuseppe Damiani Roberto Pruzzo                                                              | Napoli Roma                                | 6    |
| 1980-81  | Italia (bandiera) | Francesco Graziani                                                                           | Torino                                     | 5    |
| 1981-82  | Italia (bandiera) | Alessandro Altobelli                                                                         | Inter                                      | 9    |
| 1982-83  | Italia (bandiera) | Giuseppe Greco                                                                               | Ascoli                                     | 9    |
| 1983-84  | Austria (bandiera) | Walter Schachner                                                                             | Torino                                     | 8    |
| 1984-85  | Inghilterra (bandiera)                                                                                                 | Trevor Francis                                                                               | Sampdoria                                  | 9    |
| 1985-86  | Italia (bandiera) | Luca Cecconi                                                                                 | Empoli                                     | 9    |
| 1986-87  | Italia (bandiera) | Bruno Giordano                                                                               | Napoli                                     | 10   |
| 1987-88  | Argentina (bandiera)                                                                                                   | Diego Armando Maradona                                                                       | Napoli                                     | 8    |
| 1988-89  | Italia (bandiera) | Gianluca Vialli                                                                              | Sampdoria                                  | 13   |
| 1989-90  | Italia (bandiera) | Franco Baresi                                                                                | Milan                                      | 4    |

| Stagione | Nazione | Giocatore                                                                                                   | Squadra                                             | Reti |
| -------- | --- | --- | --------------------------------------------------- | ---- |
| 1990-91  | Italia (bandiera) · Germania Ovest (bandiera) | Ruggiero Rizzitelli Rudi Völler                                                                             | Roma                                                | 4    |
| 1991-92  | Italia (bandiera) | Alessandro Melli                                                                                            | Parma                                               | 5    |
| 1992-93  | Italia (bandiera) | Giuseppe Signori                                                                                            | Lazio                                               | 6    |
| 1993-94  | Italia (bandiera) | Attilio Lombardo                                                                                            | Sampdoria                                           | 5    |
| 1994-95  | Italia (bandiera) · Italia (bandiera) | Marco Branca Fabrizio Ravanelli                                                                             | Parma Juventus                                      | 6    |
| 1995-96  | Argentina (bandiera) | Gabriel Batistuta                                                                                           | Fiorentina                                          | 8    |
| 1996-97  | Italia (bandiera) | Riccardo Maspero                                                                                            | Cremonese                                           | 5    |
| 1997-98  | Italia (bandiera) | Giuseppe Signori                                                                                            | Lazio                                               | 6    |
| 1998-99  | Argentina (bandiera) | Hernán Crespo                                                                                               | Parma                                               | 6    |
| 1999-00  | Italia (bandiera) · Italia (bandiera) · Italia (bandiera) · Camerun (bandiera)                                                                     | Nicola Caccia David Di Michele Francesco Flachi Patrick Mboma                                               | Atalanta Salernitana Sampdoria Cagliari             | 6    |
| 2000-01  | Italia (bandiera) | Stefan Schwoch                                                                                              | Torino                                              | 8    |
| 2001-02  | Italia (bandiera) | Nicola Amoruso                                                                                              | Juventus                                            | 6    |
| 2002-03  | Italia (bandiera) | Fabrizio Miccoli                                                                                            | Perugia                                             | 5    |
| 2003-04  | Italia (bandiera) | Stefano Fiore                                                                                               | Lazio                                               | 6    |
| 2004-05  | Italia (bandiera) | Andrea Lazzari                                                                                              | Atalanta                                            | 9    |
| 2005-06  | Italia (bandiera) | Alessandro Del Piero                                                                                        | Juventus                                            | 5    |
| 2006-07  | Italia (bandiera) · Argentina (bandiera) · Argentina (bandiera) · Italia (bandiera) · Italia (bandiera) · Italia (bandiera)                        | Emiliano Bonazzoli Nicolás Burdisso Hernán Crespo Francesco Flachi Giuseppe Greco Simone Perrotta           | Sampdoria Inter Sampdoria Genoa Roma                | 4    |
| 2007-08  | Italia (bandiera) · Argentina (bandiera) · Italia (bandiera)                                                                                       | Mario Balotelli Julio Ricardo Cruz Vincenzo Iaquinta                                                        | Inter Juventus                                      | 4    |
| 2008-09  | Macedonia del Nord (bandiera) | Goran Pandev                                                                                                | Lazio                                               | 6    |
| 2009-10  | Francia (bandiera) · Romania (bandiera) · Marocco (bandiera)                                                                                       | Alain Pierre Baclet Adrian Mutu Rachid Arma                                                                 | Lecce Fiorentina SPAL                               | 4    |
| 2010-11  | Camerun (bandiera) · Italia (bandiera) | Samuel Eto'o Felice Evacuo                                                                                  | Inter Benevento                                     | 5    |
| 2011-12  | Uruguay (bandiera) | Edinson Cavani                                                                                              | Napoli                                              | 5    |
| 2012-13  | Italia (bandiera) | Mattia Destro                                                                                               | Roma                                                | 5    |
| 2013-14  | Spagna (bandiera) · Italia (bandiera) · Nigeria (bandiera) · Italia (bandiera) · Costa d'Avorio (bandiera) · Italia (bandiera) · Italia (bandiera) | José María Callejón Giuseppe De Luca Osarimen Ebagua Felice Evacuo Gervinho Lorenzo Insigne Marco Sansovini | Napoli Atalanta Spezia Benevento Roma Napoli Spezia | 3    |
| 2014-15  | Italia (bandiera) · Germania (bandiera) | Antonio Di Natale Mario Gómez                                                                               | Udinese Fiorentina                                  | 4    |
| 2015-16  | Italia (bandiera) | Giulio Bizzotto                                                                                             | Cittadella                                          | 5    |
| 2016-17  | Italia (bandiera) · Argentina (bandiera) · Macedonia del Nord (bandiera)                                                                           | Marco Borriello Paulo Dybala Goran Pandev                                                                   | Cagliari Juventus Genoa                             | 4    |
| 2017-18  | Italia (bandiera) · Italia (bandiera) · Argentina (bandiera)                                                                                       | Alberto Cerri Matteo Di Piazza Maxi López                                                                   | Perugia Lecce Udinese                               | 4    |
| 2018-19  | Polonia (bandiera) | Krzysztof Piątek                                                                                            | Milan                                               | 8    |
| 2019-20  | Italia (bandiera) · Italia (bandiera) | Gianluca Scamacca Michele Vano                                                                              | Ascoli Carpi                                        | 4    |
| 2020-21  | Italia (bandiera) | Gianluca Scamacca                                                                                           | Genoa                                               | 4    |
| 2021-22  | Serbia (bandiera) | Dušan Vlahović                                                                                              | Juventus                                            | 4    |
| 2022-23  | Marocco (bandiera) | Walid Cheddira                                                                                              | Bari                                                | 5    |
| 2023-24  | Polonia (bandiera) | Arkadiusz Milik                                                                                             | Juventus                                            | 4    |
| 2024-25  | Inghilterra (bandiera) | Tammy Abraham                                                                                               | Milan                                               | 4    |

## Statistiche

### Vincitori classifica marcatori per squadra
- 11  Juventus
- 9  Fiorentina,  Inter,  Milan,  Napoli,
- 7  Cagliari,  Roma,  Sampdoria,  Torino
- 5  Atalanta,  Lazio
- 3  Genoa,  Parma
- 2  Ascoli,  Bari,  Benevento,  Bologna,  Lecce,  Mantova,  Perugia,  SPAL,  Spezia,  Udinese,  Vicenza
- 1  Carpi,  Catanzaro,  Cittadella,  Cremonese,  Empoli,  Novara,  Salernitana,  Lucchese,  Ternana

### Vincitori classifica marcatori per nazione
- 84  Italia
- 9  Argentina
- 3  Brasile
- 2  Camerun,  Germania,  Macedonia,  Marocco,  Polonia, ,  Spagna,  Svezia,  Inghilterra
- 1  Albania,  Austria,  Costa d'Avorio,  Francia,  Nigeria,  Perù,  Romania,  Serbia,  Uruguay

### Plurivincitori della classifica marcatori
In grassetto i calciatori ancora in attività
- 3  Gigi Riva ( Cagliari)
- 3  Giuseppe Savoldi (2  Bologna, 1  Napoli)
- 2  Hernán Crespo (1  Parma, 1  Inter)
- 2  Felice Evacuo ( Benevento)
- 2  Francesco Flachi ( Sampdoria)
- 2  Kurt Hamrin ( Fiorentina)
- 2  Goran Pandev (1  Lazio, 1  Genoa)
- 2  Gianfranco Petris ( Fiorentina)
- 2  Gianluca Scamacca (1  Ascoli, 1  Genoa)
- 2  Gianni Rivera ( Milan)
- 2  Giuseppe Signori ( Lazio)

### Altri dati
- I calciatori che hanno vinto almeno una volta la classifica marcatori sia in Serie A che in Coppa Italia sono 20: Aldo Boffi, Giuseppe Meazza, Valentino Mazzola, José Altafini, Pedro Manfredini, Luigi Riva, Gianni Rivera, Roberto Boninsegna, Giuseppe Savoldi, Roberto Pruzzo, Francesco Graziani, Diego Armando Maradona, Bruno Giordano, Gianluca Vialli, Giuseppe Signori, Gabriel Batistuta, Alessandro Del Piero, Antonio Di Natale, Hernán Crespo, Edinson Cavani. Fra questi solo Meazza, Riva, Boninsegna, Maradona e Signori hanno vinto nella medesima stagione la classifica marcatori sia in campionato che in Coppa Italia. Solo Riva e Signori hanno vinto due o più volte la classifica marcatori in entrambe le competizioni, mentre solo Boffi, Pruzzo, Giordano e Del Piero hanno vinto almeno una volta la classifica marcatori in A, in B e in Coppa Italia.
- Il record di reti in una singola edizione della Coppa Italia è stato stabilito da Gianluca Vialli nella stagione 1988-89, con 13 gol.